# Limp Wrist
Limp Wrist is een Amerikaanse punkband die werd opgericht in 1998. De band speelt snelle hardcore punk met teksten die gericht zijn op lhbt-thema's en in het specifiek op mannelijke homoseksualiteit. De stijl van de band wordt vanwege deze reden ook wel beschreven als queercore.
De leden van de band hebben tot dusver nooit samen in één stad gewoond en treden als gevolg daarvan sporadisch op, met uitzondering van enkele tournees.

## Geschiedenis
Martin Sorrondeguy, de zanger van de band, en Mark Telfian, de oorspronkelijke gitarist, bedachten het idee voor de band samen. Sorrondeguy en Telfian, die respectievelijk in Chicago en Albany woonden, vroegen eind 1998 aan bassist Andrew Martini en drummer Scott Moore uit Philadelphia om bij de band te komen spelen. Na een periode van een paar weken waarin de band oefende werd het eerste concert van Limp Wrist gespeeld op 13 juni 1999 in Philadelphia.
De eerste uitgave van Limp Wrist is de demo Don't Knock It Till You Try It dat onder eigen beheer werd uitgegeven. Deze demo werd gevolgd door een single getiteld "What’s Up with the Kids" en het studioalbum Limp Wrist (2001). Het bleek echter moeilijk voor de bandleden, die in verschillende staten woonden, om consistent actief te blijven, en de band staakten de activiteiten grotendeels voor enkele jaren lang. In 2004 begon Limp Wrist weer met touren en werd het verzamelalbum Complete Discography uitgegeven. Gitarist Telfian had de band verlaten en werd vervangen door Moore, wiens drumpartijen reeds waren overgenomen door Paul Henry.
In de loop der jaren die volgden bracht de band nog enkele albums uit, waaronder een verzamelalbum, enkele singles en het studioalbum Facades (2017).

## Leden
| Huidige leden - Martin Sorrondeguy - zang (1998-heden) - Scott Moore - drums (1998-2000), gitaar (2004-heden) - Andrew Martini - basgitaar (1998-heden) - Paul Henry - drums (2000-heden) | Voormalige leden - Mark Telfian - gitaar (1998-2004) |

## Discografie
Studioalbums
- Don't Knock It Til You Try It (2000, demo)
- Limp Wrist (2001)
- Facades (2017)

Verzamelalbums
- Complete Discography (2004)
- Thee Official Limp Wrist Discography (2005)

Singles en ep's
- What's Up with the Kids (2001)
- Knifed/Limpwrist (2003, splitalbum)
- Want Us Dead (2006)
- Limp Wrist (2008)